# Antoni Reus Darder
Antoni Reus Darder (Santa Margalida, 1978) és un polític balear, diputat al Parlament de les Illes Balears en la IX legislatura.

## Biografia
És un enginyer tècnic informàtic especialitzat en administració electrònica. Militant del Partit Socialista de Mallorca des de 2001, va fundar els grups Independents per Can Picafort, Santa Margalida i Son Serra en 2006. Fou escollit regidor de l'ajuntament de Santa Margalida a les eleccions municipals espanyoles de 2003, 2007 i 2011. En aquestes darreres eleccions fou cap de la llista Suma pel Canvi i mercè un pacte amb el PSIB-PSOE assolí l'alcaldia de Santa Margalida en 2013. Posteriorment ha estat regidor d'urbanisme.
A les eleccions municipals espanyoles de 2015 fou elegit regidor de l'ajuntament de Santa Margalida. També fou elegit diputat dins les llistes de Més per Mallorca a les eleccions al Parlament de les Illes Balears de 2015.